# Autrey (Meurthe i Mozela)
Autrey – miejscowość i gmina we Francji, w regionie Grand Est, w departamencie Meurthe i Mozela.
Według danych na rok 1990 gminę zamieszkiwały 124 osoby, a gęstość zaludnienia wynosiła 20 osób/km² (wśród 2335 gmin Lotaryngii Autrey plasuje się na 921. miejscu pod względem liczby ludności, natomiast pod względem powierzchni na miejscu 905.).